# Eupithecia infecta
Eupitecia inexercita es una especie de polilla de la familia Geometridae. La especie fue descrita por primera vez por András Mátyás Vojnits en 1981, con distribución en China. El holotipo de la especie fue descrita en el sector Tapaishan, del monte Tsinling, al norte de la provincia de Shaanxi a una altitud de 3000 metros (9842,5 pies).